# Esquirol negre de Calàbria
L'esquirol negre de Calàbria (Sciurus meridionalis) és una espècie de rosegador de la família dels esciúrids. És endèmic dels boscos del sud d'Itàlia (Calàbria i Basilicata). Es tracta d'un animal arborícola de comportament similar al de l'esquirol comú, del qual fou considerat una subespècie fins al 2017. Es diferencia del seu congènere pel seu major pes (280-530 g), així com pel color del seu pelatge, que és marró fosc o negre amb el ventre blanc.